# Nighthawks at the Diner
Nighthawks at the Diner — третий студийный альбом певца и автора песен Тома Уэйтса, выпущенный 21 октября 1975 года на лейбле Asylum Records. Она была записана в течение четырех сессий в июле в лос-анджелесской студии Record Plant перед небольшой приглашенной аудиторией, созданной для воссоздания атмосферы джаз-клуба. Альбом достиг 164-й строчки в Billboard 200, самого высокого места, которое Уэйтс занимал на тот момент, и в настоящее время сертифицирован BPI как серебряный. Альбом получил признание критиков за успешную постановку настроения, передачу атмосферы джаз-клуба и характер.

## Об альбоме
Название является отсылкой к картине Эдварда Хоппера «Nighthawks». Рабочим названием альбома было Nighthawk Postcards from Easy Street, позже оно было сокращено до Nighthawks at the Diner. Альбом был записан за две ночи, 30 и 31 июля, перед небольшой аудиторией и, по сути, не является концертным в широком понимании. Запись производит впечатление, как если бы Том проводил время, рассказывая истории, анекдоты и объясняя истории своих песен.

## Список композиций
Первая сторона:
| №  | Название                                                | Длительность |
| -- | ------------------------------------------------------- | ------------ |
| 1. | «Opening Intro»                                         | 2:58         |
| 2. | «Emotional Weather Report»                              | 3:47         |
| 3. | «Intro to „On a Foggy Night”»                           | 2:16         |
| 4. | «On a Foggy Night»                                      | 3:48         |
| 5. | «Intro to „Eggs and Sausage”»                           | 1:53         |
| 6. | «Eggs and Sausage (In a Cadillac with Susan Michelson)» | 4:19         |

Вторая сторона:
| №  | Название                                 | Длительность |
| -- | ---------------------------------------- | ------------ |
| 1. | «Intro to „Better Off Without a Wife”»   | 3:02         |
| 2. | «Better Off Without a Wife»              | 3:59         |
| 3. | «Nighthawk Postcards (From Easy Street)» | 11:30        |

Третья сторона:
| №  | Название                               | Длительность |
| -- | -------------------------------------- | ------------ |
| 1. | «Intro to „Warm Beer and Cold Women”»  | 0:55         |
| 2. | «Warm Beer and Cold Women»             | 5:21         |
| 3. | «Intro to „Putnam County”»             | 0:47         |
| 4. | «Putnam County»                        | 7:35         |
| 5. | «Spare Parts I (A Nocturnal Emission)» | 6:25         |

Четвёртая сторона:
| №  | Название                             | Длительность |
| -- | ------------------------------------ | ------------ |
| 1. | «Nobody»                             | 2:51         |
| 2. | «Intro to „Big Joe and Phantom 309”» | 0:40         |
| 3. | «Big Joe and Phantom 309»            | 6:29         |
| 4. | «Spare Parts II and Closing»         | 5:13         |

## Участники записи
- Том Уэйтс — вокал, фортепиано, гитара
- Майк Мэлвоин — пианино, электрогитара, гитара
- Джим Хьюхарт — контрабас
- Билл Гудвин — барабаны
- Пит Кристлейб — тенор-саксофон